# Plaque d'immatriculation néerlandaise

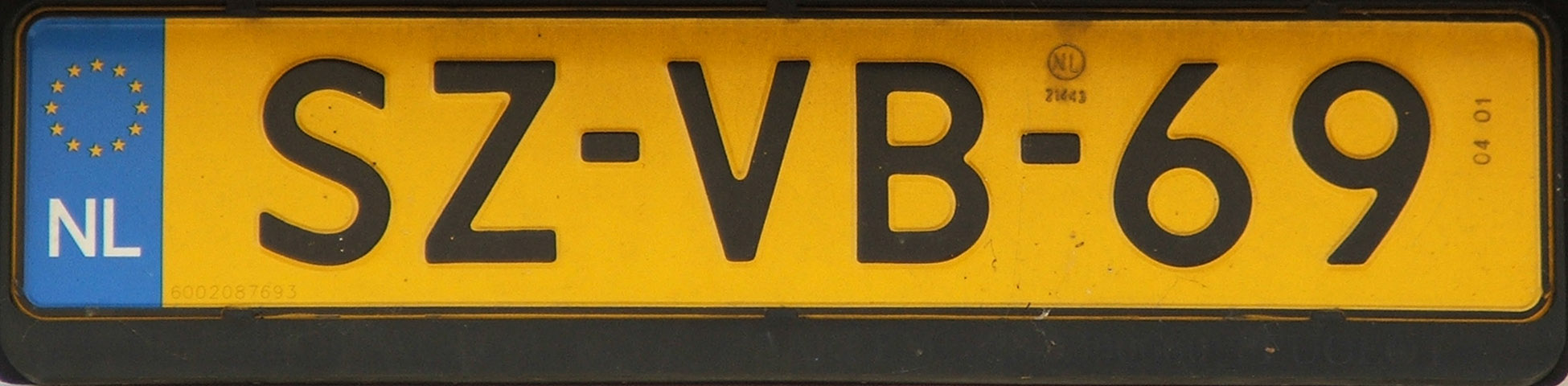
Plaque d'immatriculation néerlandaise

Les plaques d'immatriculation néerlandaises sont délivrées par le Rijksdienst voor het Wegverkeer (RDW), l'organisme d'État chargé de la réglementation du trafic routier. Un véhicule se voit assigné le numéro d'immatriculation présent sur son certificat d'immatriculation.
Le système de numérotation ne fournit aucune information sur le lieu où est enregistré le véhicule. En outre, les numéros d'immatriculation ne servent qu'à identifier le véhicule, jamais son propriétaire. Ainsi, en cas de changement de propriétaire, le numéro d'immatriculation reste le même.

## Couleur
Les premières plaques étaient écrites en blanc sur fond bleu foncé. Elles sont maintenant en noir sur fond jaune, sauf dans quelques cas particuliers où elles sont en blanc ou noir sur fond bleu ou vert.

## Numéros
Les numéros ont d'abord été composés de trois groupes de 2 caractères (2 lettres ou 2 chiffres) séparés par des tirets, avec au moins 1 groupe de lettres et 1 groupe de chiffres.
Depuis 2004, ils contiennent 1 groupe de 3 caractères et 1 groupe de 1 caractère.
Les différentes combinaisons possibles ont été utilisées dans cet ordre ;
| Année       | Format | Format | Comment |
| ----------- | ------ | ------ | --- |
| 1951–1965   |        | 1      | Cette série est actuellement utilisée pour les voitures anciennes importées (avant 1973), utilisant des lettres de série non émises à l'origine. Les séries DE, DH, DL, DM, DR, AE, AH, AL, AM, AR, DZ, PM et RM sont utilisées pour les voitures, ZM, ZF et NM pour les motos et BE et BH pour les véhicules utilitaires. |
| 1965–1973   |        | 2      | Cette série est actuellement utilisée pour les véhicules avec permis spécial (ZZ). |
| 1973–1978   |        | 3      | Cette série est actuellement utilisée pour les "youngtimers"( Voitures de collectionsdont l’âge se situe entre 15 et 30 ans) (véhicules de 1973 à 1977), en commençant par Y (YA, YB, YD et YE) actuellement émis. |
| 1978–1991   |        | 4      | Les plaques jaunes ont commencé dans cette série. Les lettres K et Y ont été utilisées comme lettres dans cette série. Cette série est actuellement délivrée aux semi-remorques (O). |
| 1991–1999   |        | 5      | |
| 1999–2008   |        | 6      | En 2000, le style de licence d'admission contrôlées (GAIK; Gecontroleerde Afgave en Inname van Kentekenplaten) a commencé avec la série "F" de cette série. Toutes les plaques d'immatriculation, à l'exception de certains enregistrements d'anciens combattants, ont été mandatées pour passer aux plaques GAIK. Cette série est actuellement utilisée pour les motos (M) et les remorques de plus de 750 kg (W). |
| Depuis 2006 |        | 7      | Cette série est actuellement publiée pour les poids lourds (B). À partir de Juillet 2021 aussi pour les remorques (W). |
| Depuis 2006 |        | 8      | Dans cette série, les premières lettres G, H, J, N, P et R ne sont pas utilisées, afin de ne pas entrer "en conflit" avec les anciennes plaques d'immatriculation à l'exportation. La lettre L est réservée aux véhicules agricoles. |
| Depuis 2006 |        | 9      | La lettre L est réservée aux véhicules agricoles. Non SD-001-B - SD-999-Z et non SS-001-B - SS-999-Z. Incl. 18-2-2025 également pour les camions avec plaque d'immatriculation B. |
| Depuis 2019 |        | 10     | Cette série est actuellement émise pour les véhicules privés, à partir de G-001-BB. Non x-001-SD - x-999-SD et non x-001-SS - x-999-SS et aussi non S-001-DB - S-999-DZ. |
| 2015–2021   |        | 11     | Cette série est actuellement délivrée aux cyclomoteurs (D/F) et aux véhicules utilitaires légers (V). https://www.raivereniging.nl/binaries/content/assets/downloads/kentekenseries-voor-lrv-voertuigen.pdf Non VVD-01-B - VVD-99-Z, lire https://www.bestelauto.nl/nieuws/kenteken-met-letters-vvd-gratis-omruilen/1360/ Et aussi pour tracteurs (T) et pour véhicules agricoles (L), les deux à partir de 1er janvier 2021. Et à partir de 4 Juin 2024 aussi pour voitures particulières, lire https://www.rdw.nl/particulier/nieuws/2024/nieuw-kenteken-voor-personenautos Après G suivi de H et J ..S-01-D à ..S-99-D et ..S-01-S à ..S-99-S ne seront pas utilisés, ainsi que .SD-01-B à .SD-99- Z et .SS-01-B à .SS-99-Z ne seront pas utilisés pour éviter les combinaisons SD et SS.                                                                  |
| Depuis 2021 |        | 12     | Cette série est actuellement délivrée aux tracteurs (T) à partir du 31 décembre 2021 et à partir du 8 janvier 2024 aussi actuellement délivrée aux véhicules utilitaires légers (V). Non V-43-BBB - V-99-BZZ! 8-1-2024: VZZ-02-Z - VZZ-99-Z, V-01-BBB - V-42-BBB, V-01-DBB - V-23-DBF. Vous pouvez maintenant lire ceci sur https://topgear.nl/autonieuws/bbb-kenteken-stopt-rdw/ : La plaque d'immatriculation BBB était une erreur « La combinaison BBB n'était pas destinée à être utilisée, c'était une erreur. Afin d'arrêter d'utiliser cette combinaison, nous sommes immédiatement passés à la D car c'était techniquement la plus simple et donc la plus rapide', ... Également pour les scooters électriques à partir du 1er juillet 2025. Le BBB a été ignoré car il s’agit d’un parti politique. Voir https://www.youtube.com/watch?v=xy675CZ3XF8 |
| Depuis 2016 |        | 13     | Cette série est utilisée pour les bateaux à moteur rapides (Y), et aussi est actuellement utilisée pour tracteurs (GV) |
| Depuis 2019 |        | 14     | Cette série est actuellement utilisée pour tracteurs (GV) |

## Plaques d'immatriculation à usage spécial
| Lettres                                                                      | Description |
| ---------------------------------------------------------------------------- | --- |
| B, E, S                                                                      | Caribbean Netherlands. Pays-Bas caribéens. Les plaques d'immatriculation sont de taille standard nord-américaine et ne portent pas de drapeau de l'UE. Les plaques d'immatriculation commencent par une lettre : B pour Bonaire, E pour Saint-Eustache et S pour Saba, suivies de trois ou quatre chiffres. La couleur de la plaque change suivant les îles. Certaines plaques commencent par des lettres différentes, parfois similaires à celles des Pays-Bas européens : V pour les véhicules utilitaires, TX pour les taxis, D pour les véhicules gouvernementaux, AB pour les bus. |
| AA                                                                           | Utilisé pour les véhicules immatriculés dans la famille royale néerlandaise. (AA-000) ou (AA-000). |
| B, V                                                                         | Le B dans la position de la première lettre faisait référence à un "Bedrijfswagen" (véhicule utilitaire) : un statut spécial pour les voitures qui sont exclusivement utilisées à des fins commerciales. Les enregistrements de licence commerciale ont une classe d'imposition distincte, bien que quelque 10 % des voitures soient immatriculées comme commerciales. Une licence commerciale est souvent appelée « grijs kenteken » (immatriculation grise), se référant à la couleur précédente des papiers d'immatriculation de la voiture, qui est maintenant, comme les véhicules commerciaux, verte. (XB-00-00), (00-00-XB), (00-XB-00). Capacité supérieure à 3500 tonnes (BX-00-00) jusqu'à (00-BXX-0). Et jusqu'à une capacité de 3500 tonnes (VX - 00 - XX) jusqu'à (VX-000-X). |
| BE et BH                                                                     | Véhicules utilitaires classiques (BE-00-00). |
| DE, DH, DL, DM, DR, AE, AH, AL, AM, AR, DZ, PM et RM. RM au 16 juillet 2025. | Voitures classiques importées de 40 ans ou plus. (DE-00-00) jusqu'à (RM-00-00). |
| YA, YB, YD et YE                                                             | Voitures classiques importées de moins de 40 ans. (00- YA-00) jusqu'à (00-YD- 00). |
| KL - KZ & LM, LO, LU, DM                                                     | Véhicules militaires: KL, KN à KZ: armée de terre, KM: Koninklijke Marine (Marine royale), LM: Lucht macht (force aérienne), KP: Voiture régulière du Landmacht Koninklijke (Armée royale), KV: Koninklijke Marechaussee (Police militaire). |
| CD                                                                           | « Corps diplomatique » est utilisé pour les diplomates (CD-00-00) ou (00-CD-00). |
| CDJ                                                                          | Avocats ou diplomates travaillant pour la Cour internationale de justice (CDJ-000). |
| BFG                                                                          | Utilisé pour les véhicules privés des militaires néerlandais et allemands travaillant pour les forces britanniques en Allemagne/OTAN. Ils sont délivrés par le ministère de la Défense et la police militaire royale de Driebergen. Ils portent une police différente, semblable à celle des plaques d'immatriculation allemandes, pour permettre leur production en Allemagne si nécessaire. |
| RC                                                                           | Véhicules de l'OTAN. RC signifie « Région centrale », datant de l'époque où le siège de l'OTAN était situé en France. Actuellement utilisé par le Joint Force Command Brunssum. Les plaques d'immatriculation plus récentes sont jaunes, ressemblent à celles ordinaires et ont des tirets entre les lettres et les chiffres et au milieu des chiffres (similaire au code latéral 1, mais les plaques jaunes). |
| M                                                                            | Plaques pour les motos. |
| BN ou GN                                                                     | Pour les véhicules dont le propriétaire n'est pas soumis à l'impôt, tels que le personnel des ambassades sans statut diplomatique, des consulats ou des organisations internationales telles que ESA, CPI, CIJ ou l' OIAC (BN ou GN-00-00), (00-00-BN ou GN), (00-BN ou GN-00). |
| GV                                                                           | Pour les véhicules agricoles qui, aux Pays-Bas, n'ont pas besoin d'une plaque d'immatriculation mais peuvent traverser les frontières nationales belges (grensverkeer/trafic frontalier) (GV-00-00). |
| HA, HF, HH, FH                                                               | Pour les marchands de voitures, par exemple pour les essais avec des voitures non immatriculées (plaque verte) (HA ou HF ou HH ou FH -00-00). Pour les cyclomoteurs HC, le code latéral 1 est utilisé. |
| HH                                                                           | Cyclomoteurs néerlandais à l'étranger (a été aboli avec l'introduction des plaques d'immatriculation des cyclomoteurs en 2005) (HH-00-00). |
| ZM, ZF et NM                                                                 | Motos d'occasion. |
| ZZ                                                                           | Pour les véhicules bénéficiant d'une dérogation spéciale pour entrer sur la voie publique, comme les grues. Les véhicules avec ces plaques d'immatriculation n'ont pas besoin d'un contrôle périodique. Les bus "accordéons" d'Utrecht sont également équipés de plaques d'immatriculation ZZ (ZZ-00-00) et (00-00-ZZ). |
| O                                                                            | Remorques lourdes ('O'pleggers). (OX-00-00 ou OX-00-XX) O n'est utilisé que comme première lettre ! |
| W                                                                            | Remorques et caravanes semi-légères ayant leur propre immatriculation. (WX-00-00) jusqu'à (00-WX-XX). |
| AF                                                                           | Utilisé par les véhicules des forces alliées en Europe du Nord. (AF-XX-00) |
| MM-BS et LBT dans side code 8                                                | Utilisé pour les voitures dont la vitesse est limitée à 25 ou 40 km/h. |
| E                                                                            | Marches électriques. Lisez le texte sous Kenteken voor elektrische step sur https://nos.nl/artikel/2572921-dit-verandert-op-1-juli-kenteken-voor-elektrische-step-en-streep-door-designerdrugs et lisez aussi https://www.rdw.nl/nieuws/2025/eerste-e-step-met-goedkeuring-en-kenteken et voir aussi https://www.instagram.com/p/DLkuabehD9c/ et maintenant, lis aussi https://www.rdw.nl/paginas/kenteken-aanvragen-voor-uw-bijzondere-bromfiets |

## Divers
- https://kentekenkennis.nl/tools/luka/ https://kentekenkennis.nl/tools/holk/ https://kentekenkennis.nl/tools/trade/ https://kentekenkennis.nl/tools/fidec/
- A gauche, on trouve maintenant une partie bleue avec les étoiles de l'UE et les lettres NL.
- Les plaques des motos sont sur deux lignes avec 2 ou 3 caractères sur la première ligne.
- Certains numéros sont réservés à l'armée, au corps diplomatique, aux autres étrangers, aux véhicules de service (taxis, par exemple), aux motos, aux tracteurs, aux semi-remorques.